# 보은 법주사 능인전
보은 법주사 능인전(報恩 法住寺 能仁殿)은 충청북도 보은군 속리산면 사내리, 법주사에 있는 건축물이다. 2004년 1월 9일 충청북도의 유형문화재 제232호로 지정되었다.

## 개요
능인전(能仁殿)은 법주사 세존사리탑(世尊舍利塔) 앞에 조성된 건물로서 조선 인조 2년(1624)에 임진왜란으로 소실된 법주사 중건시 벽암대사(碧巖大師)에 의해 중창되었다고 하며, 건물 내에는 석가모니불과 함께 연대 미상의 16나한(羅漢)이 모셔져 있다.
조선후기 호영(呼映)스님에 의해 작성된 것으로 알려진 「법주사전경도」에는 사리각(舍利閣)이라 표기되어 있어 이 전각이 원래 사리탑 적멸보궁의 예배처로 사용되었을 것이라고 한다.
만약 이곳이 적멸보궁의 예배처로 사용되었다면 통도사 대웅전과 마찬가지로 그 안에 불상이 조성되지 않아도 되며, 또한 이곳이 16나한을 모신 나한전(羅漢殿)이라면 그곳에는 비로자나불(毘盧舍羅佛)이 아닌 석가모니불을 주존불로 하는 16나한의 상이 모셔져 있어 현재로서는 건물 당초의 성격을 추정할 수 없다.
‘능인(能仁)’이라 함은 석가모니 부처님의 별칭 중 하나로 ‘능히 일체 중생을 교화하여 이롭게 하는 사람’이란 뜻이라고 하며, 능히 사바세계(온갖 괴로움을 참아 견뎌야 한다는 뜻에서 감인(堪忍)세계라 말하기도 한다)의 온갖 괴로움을 참아낼 뿐 아니라 그 괴로움 속의 중생들을 견뎌낼 분이라는 뜻에서 능인(能忍)이라 표기하기도 한다. 이렇듯이 교화력을 갖춘 분, 곧 석가모니 부처님께서 이곳 건물 안에 머물러 계시기 때문에 능인전(能仁殿)이라 부르게 된 것이다.
전면 3칸, 측면 2칸의 작은 건물로 이익공 홑처마 맞배지붕이다. 규모는 29.32m2이다. 건물의 뒤편에는 법주사 세존사리탑(충청북도 유형문화재 제16호)이 있으며 건물의 전면 담장 밖에는 법주사 석조(충청북도 유형문화재 제70호)가 옮겨져 있다.
건물의 규모는 작지만 건물의 기단석 및 기둥 등이 옛 형태대로 잘 유지되고 있으며, 팔상전(국보 제55호), 대웅보전(보물 제915호), 원통보전(보물 제916호), 사천왕문(충청북도 유형문화재 제46호) 등과 함께 법주사에 남아 있는 조선시대 건물로 보존가치가 높다.

## 참고 자료
- 보은 법주사 능인전 - 국가유산청 국가유산포털